# Lukovany
Lukovany är en ort i Tjeckien.   Den ligger i regionen Södra Mähren, i den sydöstra delen av landet, 170 km sydost om huvudstaden Prag. Lukovany ligger 411 meter över havet och antalet invånare är 524.
Terrängen runt Lukovany är huvudsakligen platt, men åt sydost är den kuperad. Runt Lukovany är det tätbefolkat, med 411 invånare per kvadratkilometer. Närmaste större samhälle är Zbýšov, 3,8 km öster om Lukovany. I omgivningarna runt Lukovany växer i huvudsak blandskog.